# سورنويارفي
69°23′N 29°04′E / 69.383°N 29.067°E
سورنويارفي هي بحيرة متوسطة الحجم تقع في منطقة مستجمعات المياه الرئيسي باتسجوكي. وهي موجوده في منطقة إقليم لابي (فنلندا) في فنلندا. البحيرة بأكملها تقع تقريبا في فاتساري وهي منطقة برية.